# Classic Brit Awards
Classic Brit Awards (anteriormente Classical BRIT Awards) es una ceremonia de premios anual de Reino Unido de música clásica y crossover de música. 
Los premios son el equivalente a los pop Brit Awards.
Los premios están organizados por el Industria Fonográfica Británica (BPI) y fueron inaugurados en 2000 en reconocimiento de las consecuciones de músicos clásicos y el crecimiento de ventas de música clásica en el Reino Unido. La ceremonia tiene lugar en el Royal Albert Hall cada mayo.

## Premios

### 2000
Viernes 6 de mayo de 2000. 
- British Artist of the Year – Charlotte Church
- Female Artist of the Year – Martha Argerich
- Male Artist of the Year – Bryn Terfel Critics' Award – Ian Bostridge
- Album of the Year – Andrea Bocelli – Sacred Arias
- Best selling classical album – Andrea Bocelli – Sacred Arias
- Ensemble/Orchestral Album of the Year – Choir of King's College, Cambridge – Rachmaninoff Vespers
- Young British Classical Performer – Daniel Harding
- Outstanding Contribution to Music – Nigel Kennedy

### 2001
Jueves 31 de mayo de 2001. 
- Female Artist of the Year – Angela Gheorghiu
- Male Artist of the Year – Nigel Kennedy
- Album of the Year – Russell Watson – The Voice
- Ensemble/Orchestral
- Album of the Year – Sir Simon Rattle and Berliner Philharmoniker – Mahler, 10th Symphony
- Young British Classical Performer – Freddy Kempf
- Critics' Award – Sir Simon Rattle and Berliner Philarmoniker – Mahler, 10th Symphony
- Best-selling Debut Album – Russell Watson – The Voice
- Outstanding Contribution to Music – Sir Simon Rattle

### 2002
- Artista femenina del Año @– Cecilia Bartoli
- Artista masculino del Año @– Señor Colin Davis
- Álbum del Año @– Russell Watson @– Encore
- Ensemble/Álbum orquestal del Año @– Richard Hickox y Orquesta de Sinfonía del Londres @– Vaughan Williams, Una Sinfonía de Londres
- Premio de Música contemporánea @– Bronceado Dun @– Crouching Tigre, Dragón Escondido
- Young Intérprete Clásico británico @– Guy Johnston
- Críticos' Premio @– Señor Colin Davis y Sinfonía de Londres Orquesta @– Berlioz, Les Troyens
- Álbum Clásico @– Russell Watson @– Encore
- Contribución excepcional a Música @– Andrea Bocelli

### 2003
- Artista hembra del Año @– Renée Fleming
- Artista macho del Año @– Señor Simon Rattle
- Álbum del Año @– Andrea Bocelli @– Sentimento
- Más vendiendo álbum clásico @– Andrea Bocelli @– Sentimento
- Ensemble/Álbum orquestal del Año @– Berliner Philharmoniker y Señor Simon Rattle @– Mahler, núm. de Sinfonía 5
- Premio de Música contemporánea @– Arvo Pärt @– Orientar & Occidente
- Young Intérprete Clásico británico @– Chloë Hanslip
- Críticos' Premio @– Murray Perahia @– Chopin, Etudes Opus 10, Opus 25
- Contribución excepcional a Música @– Cecilia Bartoli

### 2004
- Artista hembra del Año @– Cecilia Bartoli
- Artista macho del Año @– Bryn Terfel
- Álbum del Año @– Bryn Terfel @– Bryn
- Ensemble/Álbum orquestal del Año @– Señor Simon Rattle y Viena Philharmonic @– Beethoven Sinfonías
- Premio de Música contemporánea @– Philip Vaso @– Las Horas
- Young Intérprete Clásico británico @– Daniel Hope
- Críticos' Premio @– Vengerov, Rostropovich y Orquesta de Sinfonía del Londres @– Britten/Walton Conciertos
- Contribución excepcional a Música @– Renée Fleming

### 2005
- Artista femenina del Año @– Marin Alsop
- Artista masculino del Año @– Bryn Terfel
- Álbum del Año @– Katherine Jenkins @– Segunda Naturaleza
- Ensemble/Álbum orquestal del Año @– Harry Christophers y El Dieciséis @– Renacimiento
- Premio de Música contemporánea @– John Adams @– En el Transmigration de Almas
- Premio de Compositor de la banda sonora @– John Williams @– Harry Potter y el Prisionero de Azkaban y La terminal
- Young Intérprete Clásico británico @– Natalie Clein
- Críticos' Premio @– Stephen Hough @– Rachmaninov Conciertos de Piano
- Contribución excepcional a Música @– James Galway

### 2006
Jueves 4 de mayo de 2006. Hosted Por Michael Parkinson.
- Cantante del Año @– Andreas Scholl @– Arias para Senesino
- Instrumentista del Año @– Leif Ove Andsnes @– Rachmaninov Concierto de Piano 1 y 2
- Álbum del Año @– Katherine Jenkins @– Viviente Un Sueño
- Ensemble/Álbum orquestal del Año @– Takács Cuarteto @– Beethoven: Los Cuartetos de Cuerda Tardíos
- Premio de Música contemporánea @– James MacMillan @– Sinfonía ningún 3, Silencio
- Banda sonora/Premio de Compositor de Teatro Musical @– Dario Marianelli @– Prejuicio & de Orgullo
- Young Intérprete Clásico británico @– Alison Balsom
- Críticos' Premio @– Coro de Casa de Ópera Real y Orquesta, Plácido Domingo, Antonio Pappano @– Tristan und Isolde
- Lifetime Consecución @– Plácido Domingo

### 2007
Jueves 3 de mayo de 2007. Hosted Por Helecho Britton.
- Cantante del Año @– Anna Netrebko @– Álbum ruso & Violetta
- Instrumentista del Año @– Leif Ove Andsnes @– Horizontes
- Álbum del Año @– Paul McCartney @– Ecce Cor Meum
- Compositor contemporáneo del Año @– John Adams @– El Dharma en Grande Sur/Mi Padre Supo Charles Ives
- Registro clásico del Año @– Berliner Philharmoniker y Señor Simon Rattle @– Holst, Los Planetas
- Compositor de banda sonora del Año @– George Fenton @– Tierra de Planeta
- Young Intérprete Clásico británico @– Ruth Palmer
- Críticos' Premio @– Freiburg Orquesta Barroca, RIAS Kammerchor, René Jacobs @– Mozart, La Clemenza di Tito
- Lifetime Consecución @– Vernon Handley

### 2008
Jueves 8 de mayo de 2008. Hosted Por Myleene Klass.
- Macho del Año @– Señor Colin Davis
- Mujer del Año @– Anna Netrebko
- Young Intérprete Clásico británico @– Nicola Benedetti
- Álbum del Año @– Blake @– Blake
- Banda sonora del Año @– Sangre Diamond @– James Newton Howard
- Críticos' Premio @– Steven Isserlis @– Bach: Cello Suites
- Contribución excepcional — Andrew Lloyd Webber

### 2009
Jueves 14 de mayo de 2009. Hosted Por Myleene Klass.
- Macho del Año @– Gustavo Dudamel
- Mujer del Año @– Alison Balsom
- Compositor del Año @– Howard Goodall
- Young Intérprete Clásico británico @– Alina Ibragimova
- Álbum del Año @– Real Scots Dragoon Espíritu de Guardias del Glen@–Journey
- Banda sonora del Año @– The Dark Knight @– Hans Zimmer y James Newton Howard
- Críticos' Premio @– Señor Charles Mackerras/Orquesta de Cuarto escocés @– Mozart Sinfonías nos. 38@–41
- Lifetime Consecución en Música @– José Carreras

### 2010
Jueves 13 de mayo de 2010. Hosted Por Myleene Klass.
- Artista macho del Año @– Vasily Petrenko
- Artista hembra del Año @– Angela Gheorghiu
- Compositor del Año @– Thomas Ades @– El Tempest (ópera)
- Young Intérprete Clásico británico o Grupo del Año @– Jack Liebeck
- Álbum del Año @– Hombres Únicos Aloud !@– Banda de Hermanos
- Banda sonora del Año @– Carretera Revolucionaria @– Thomas Newman
- Críticos' Premio @–  Orquesta e Coro dell'Accademia Nazionale di Santa Cecilia, conducido por Antonio Pappano con Rolando Villazón, Anja Harteros, Sonja Ganassi y René Pape @– Messa da Réquiem
- Lifetime Consecución en Música @– Kiri Te Kanawa

### 2011
Jueves 12 de mayo de 2011. 
- Male Artist of the Year – Antonio Pappano
- Female Artist of the Year – Alison Balsom
- Newcomer Award – Vilde Frang
- Composer of the Year – Arvo Pärt
- Critics' Award – Tasmin Little
- Artist of the Decade – Il Divo
- Album of the Year – André Rieu & Johann Strauss Orchestra (Decca) – Moonlight Serenade
- Outstanding Contribution to Music – John Barry

### 2012
Martes 2 de octubre de 2012. Hosted Por Myleene Klass.
- Artista internacional del Año @– Andrea Bocelli
- Lifetime Premio de consecución @– John Williams
- Premio de Reconocimiento especial @– Clásico FM (Reino Unido)
- Artista hembra del Año @– Nicola Benedetti
- Artista macho del Año  @– Vasily Petrenko
- Breakthrough Artista del Año @– Milos Karadaglic
- Compositor del Año @– John Williams
- Premio de críticos @– Benjamin Grosvenor
- Álbum del Año @– Y el Vals Continúa en
- Solo del Año @– "Wherever Eres"

### 2013
- Artista internacional del Año  @– Lang Lang
- Lifetime Premio de consecución @– Luciano Pavarotti (póstumo)
- Artista hembra del Año @– Nicola Benedetti
- Artista macho del Año  @– Daniel Barenboim
- Breakthrough Artista del Año @– Amy Dickson
- Compositor del Año @– Hans Zimmer
- Premio de críticos @– Jonas Kaufmann
- Álbum del Año @– André Rieu, Magia de las Películas
- Contribución excepcional a Música; Hans Zimmer